# Bloomsburg
Bloomsburg är administrativ huvudort i Columbia County i delstaten Pennsylvania. Orten har fått namn efter lokalpolitikern Samuel Bloom. Vid 2010 års folkräkning hade Bloomsburg 14 855 invånare.

## Kända personer från Bloomsburg
- Haldan Keffer Hartline, fysiolog
- Krysten Ritter, fotomodell och skådespelare